# Frieda Hämmerling
Frieda Hämmerling (Kiel, 20 de enero de 1997) es una deportista alemana que compite en remo.
Ganó una medalla de plata en el Campeonato Mundial de Remo de 2018 y cuatro medallas en el Campeonato Europeo de Remo entre los años 2017 y 2021.
Participó en los Juegos Olímpicos de Tokio 2020, ocupando el quinto lugar en la prueba de cuatro scull.

## Palmarés internacional
| Campeonato Mundial | Campeonato Mundial       | Campeonato Mundial | Campeonato Mundial |
| Año                | Lugar                    | Medalla            | Prueba             |
| ------------------ | ------------------------ | ------------------ | ------------------ |
| 2018               | Plovdiv (Bulgaria)       | Medalla de plata   | Cuatro scull       |
| Campeonato Europeo |                          |                    |                    |
| Año                | Lugar                    | Medalla            | Prueba             |
| 2017               | Račice (República Checa) | Medalla de oro     | Cuatro scull       |
| 2019               | Lucerna (Suiza)          | Medalla de oro     | Cuatro scull       |
| 2020               | Poznań (Polonia)         | Medalla de plata   | Cuatro scull       |
| 2021               | Varese (Italia)          | Medalla de bronce  | Cuatro scull       |